# 庐山楼梯草
庐山楼梯草（学名：Elatostema stewardii）是多年生草本植物，高30～50厘米。茎斜生，无毛。叶互生，呈斜长椭圆形或斜倒卵状长椭圆形，不对称。花单性，雌雄异株，簇生，呈头状，雄花花序有柄，雌花花序无柄。为中国的特有植物，分布在中国华东及华中等地，生长于海拔580米至1,400米的地区，多生长于山谷沟边或林下阴湿的地方。

## 别名
接骨草、白龙骨、冷坑青、冷坑兰（浙江） 蜈蚣七（湖北） 枵枣七（陕西）

## 异名
- Elatostema stewardii Merr. f. bulbiferum W. T. Wang

## 药用
活血散瘀，消肿止咳。用于跌打扭伤，痄腮，咳嗽。